# Сан Панкрацио (Равена)
Сан Панкрацио (итал. San Pancrazio) је насеље у Италији у округу Равена, региону Емилија-Ромања.
Према процени из 2011. у насељу је живело 1909 становника. Насеље се налази на надморској висини од 6 м.